# サーブ・オートモービル
サーブ・オートモービル (Saab Automobile AB ) は､かつて存在したスウェーデンの自動車メーカー。

## 概説
スウェーデンの航空機・軍需品メーカーであるSAAB（サーブ）の自動車部門として、1947年に設立された。一時はサーブ・スカニアという社名だった。一般には「サーブ」「SAAB」として知られる。
1990年に米国のゼネラル・モーターズ (GM) からの出資を受け、サーブ・スカニアから分離され、単独会社サーブ・オートモービルになり、2000年からGMの完全子会社となっていた。
2009年2月20日、経営悪化のために会社更生手続きに入り、2010年にオランダのスパイカー・カーズに売却されて傘下となり、社名も短期間だけサーブ・スパイカー・オートモービルズとなった。2011年2月に、親会社のスパイカー・カーズはスパイカーブランドのスポーツカー事業を売却することで子会社のサーブ・オートモービルの事業に専念することを決定し、6月に社名をスウェディッシュ・オートモービル (SWAN)に変更し、9月にスパイカーの事業が米国の投資会社「ノースストリートキャピタル」に売却された。
しかしその後もSWAN傘下のサーブ・オートモービルの業績低迷は続き、2011年12月19日に破産した。
2012年6月13日、中国と日本の投資家で構成されたサン・インベストメントによる日中企業連合体であるナショナル・エレクトリック・ビークル・スウェーデン社（NEVS)」が、サーブ・オートモービルを買収することを発表した。NEVSはサーブ9-3の生産を2013年12月に再開したと発表していたが、2014年8月にスウェーデンの裁判所に破産法の適用を申請した。

## 歴史

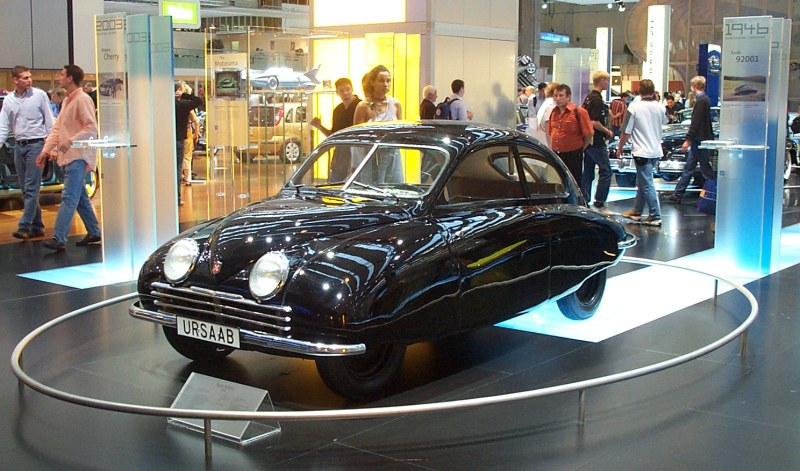
92001 Ursaab

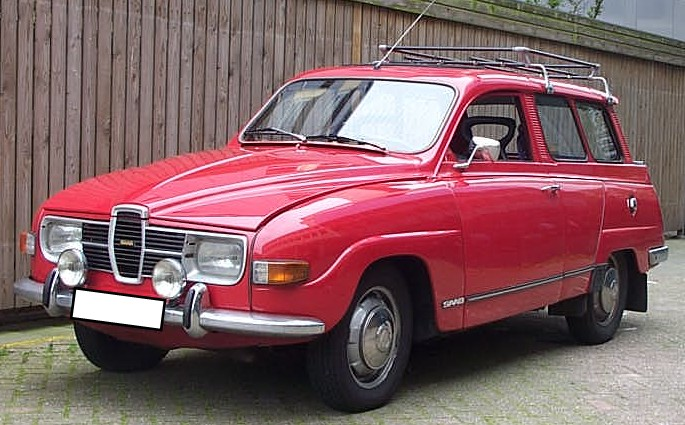
95 V4

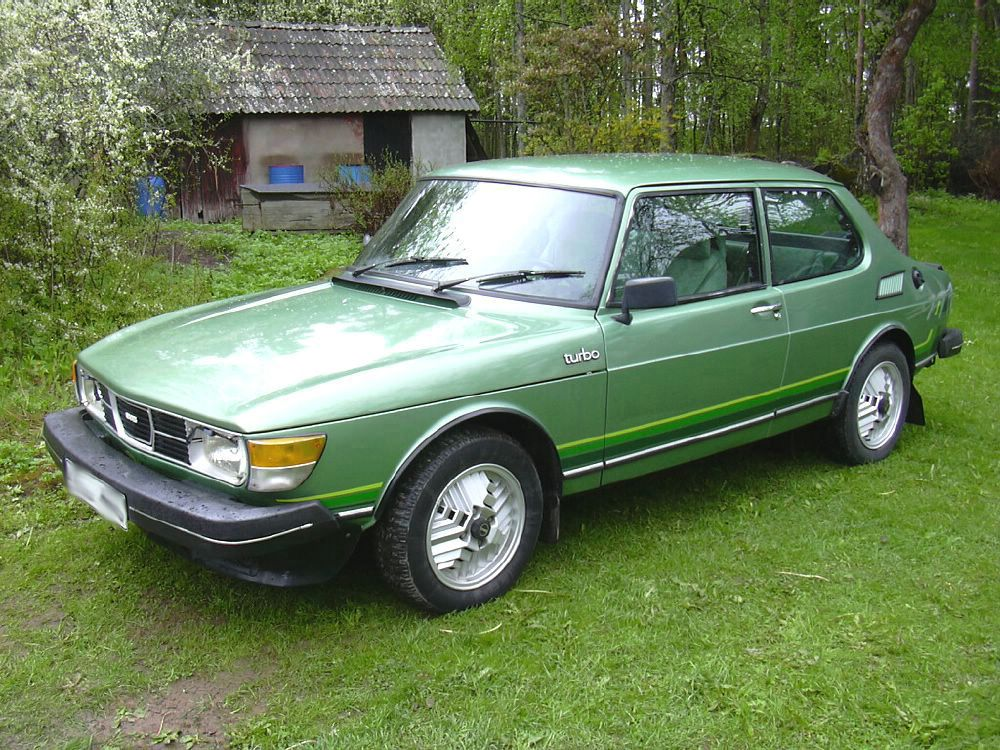
99 ターボ

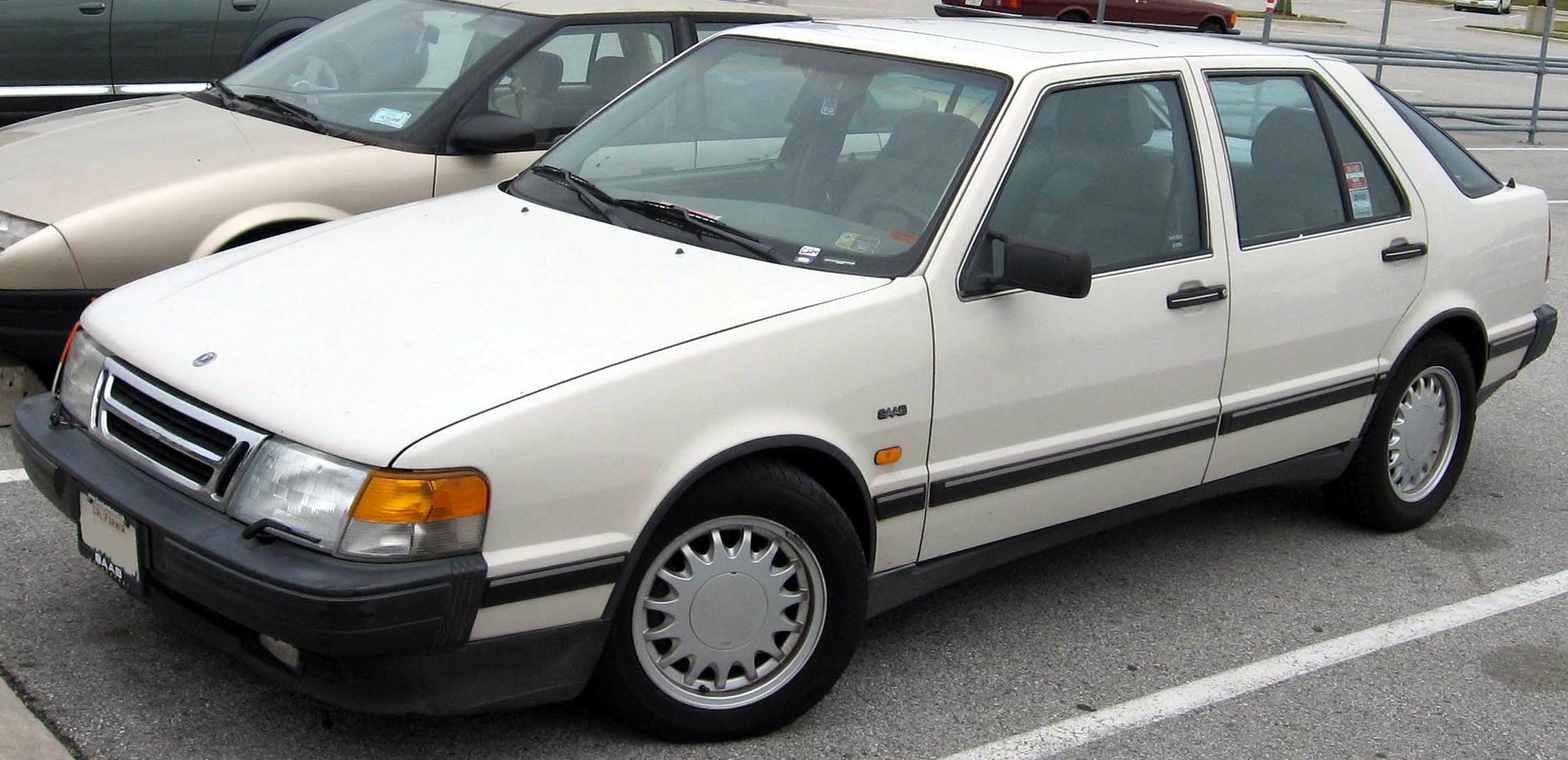
9000

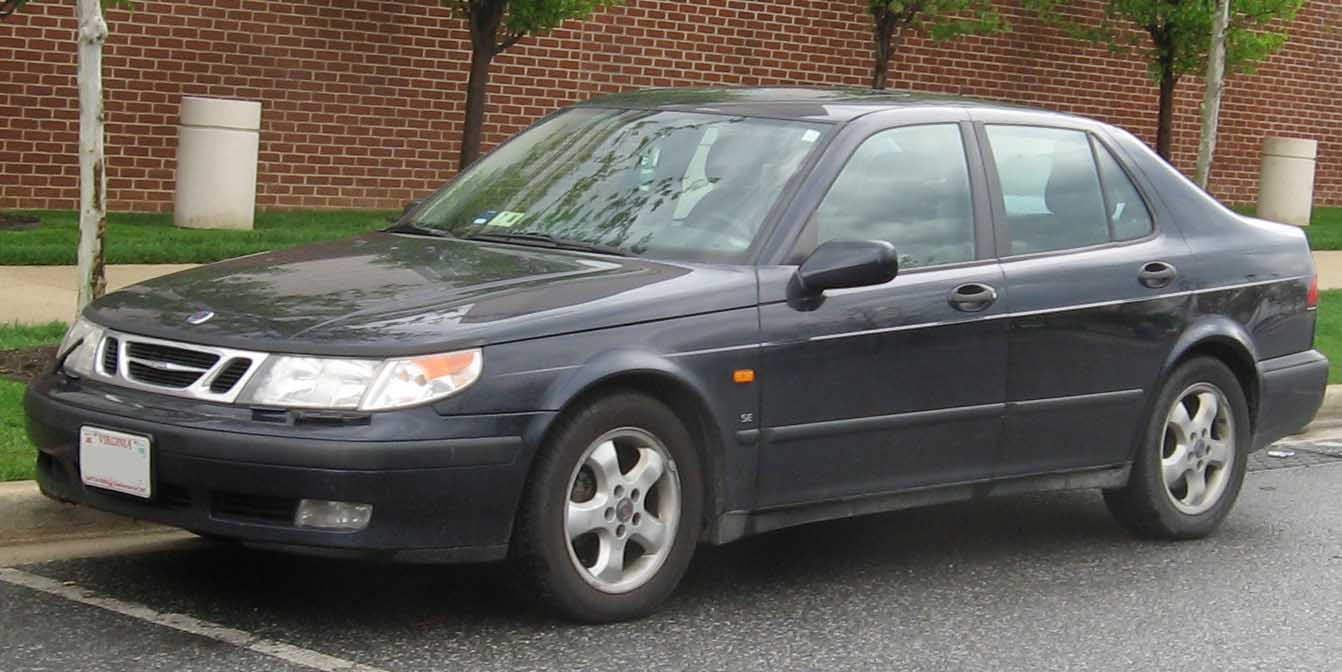
9-5

### SAAB/サーブ・スカニア

#### 参入
1940年代、スウェーデンの航空・軍需品メーカーであったSAABは自動車の開発に着手し、第二次世界大戦の終戦翌年である1946年、2サイクルエンジンを搭載した前輪駆動車「92001」が完成した。水滴形のボディ、強固なモノコック構造等には航空機メーカーの特色が現れているとされる。ボディ設計時には、当時としては珍しい風洞実験が行われ、CD値0.32を実現していた。また、雪上走行を考慮して、車体下面にカバーが施されていた。
その量産仕様となる「92」は1950年に販売が始まった。これ以後、「92」の発展モデル「93（3気筒エンジン搭載）」や「96（後にドイツフォードのV4エンジン搭載）」で国際ラリーでも活躍する一方、スポーツモデル「ソネット」シリーズも生み出した。これら一連の「92」発展モデルは1980年まで製造が続けられた。

#### サーブ・スカニア
航空・軍需品メーカーであったSAAB社は1968年、トラック・バスメーカーであったスカニア-VABIS社 (Scania-VABIS) と合併し、サーブ・スカニア社 (SAAB-SCANIA AB) となった。
1995年（サーブ・オートモービル社の分離後）、トラック・バス部門はSAAB社から分離し、スカニア社 (Scania AB) という別会社となった。スカニアは後にボルボによる買収計画を経て、現在はドイツのフォルクスワーゲングループ傘下の企業となっている。

#### 量産車初のターボ
1967年にはその後のサーブスタイルの源泉とも言うべき、中型の「99」が登場。1977年に量産市販車では世界初となるターボエンジンを搭載した「99ターボ」を発売、高い安全性とスタイリングで、米国を中心にヒット車となった。
またこの頃から航空機メーカーであることを強調したCM（格納庫から発車したりビゲンと併走するなど）を放送している。

#### 900の人気
直後の1978年には主力モデルを改良型の「900」へと移し、ターボモデルも引き継がれた。1984年には「99」の後継となる「90」が登場した。「90」のボディーは「99」の前半部と「900」の後半部を繋いだもので、ベーシックカーとしての役割を持たされていた。
なお「900」はその個性的なスタイリングと、パワフルなターボエンジンの組み合わせが日本や米国などで高い人気を呼び、さらに1980年代に入り追加されたコンバーチブルモデルも人気を博した。

#### フィアットとのジョイント
1984年にはイタリアのフィアットグループとの合弁事業『ティーポ4・プロジェクト』で、フィアット・クロマ(Fiat Croma)、ランチア・テーマ、アルファロメオ・164との姉妹車となる「9000」が登場、大衆車メーカーから高級車メーカーへと転身を図った。
また、スウェーデン国内では、自社の販売網で初代ランチア・デルタ（「Saab 600」の車名で)。このモデルの空調機能の開発にも協力していた）やランチア・Y10を販売し、フィアットグループとの連携姿勢を保っていた。

### GM傘下に
1990年、サーブ・スカニア社の乗用車部門がゼネラル・モーターズ (GM) との折半出資会社「サーブ・オートモービル」に移管され、2000年にはGMの完全子会社となった。この間、GM傘下のオペルのプラットフォームを利用した新型900（1993年。後の初代「9-3」）や「9-5」（1997年）などが登場した。
しかし2000年代半ばになると、親会社であるGMの経営不振により新車の開発、販売は停滞し、その結果、最大の市場である北米やヨーロッパのみならず、各国で市場シェアと販売台数ともに低落傾向が続いた。

### 経営危機

#### 事業撤退からスパイカー・カーズ傘下に
2009年6月、親会社のGMが経営破綻したため、不採算部門だったサーブ・オートモービルも公的管理下（日本の会社更生法などの適用に相当）におかれた。GMはスウェーデンのスーパーカーメーカーのケーニグセグへサーブ・オートモービルを売却することで基本合意し、同年9月にケーニグセグは中国の北京汽車からの出資（株式の譲渡）を受け入れることでも合意したが、ケーニグセグは買収資金を確保することができなかったために白紙撤回された。GMはその後もオランダの高級車メーカーのスパイカー・カーズと売却交渉を行っていたがこれもこの時点では一度決裂した。
2009年12月に、GMと中国の北京汽車との間で『9-3』と旧型『9-5』の知的財産権とパワートレイン技術、旧型『9-5』の生産設備一式を売却することが基本合意された。GMはその後残るサーブの企業本体について、スパイカー・カーズ社と売却交渉を進め、2010年2月に売却が完了し、サーブ・スパイカー・オートモービルとして再出発することになった。サーブは旧型9-5の製造ラインを北京汽車に譲渡後、新型9-5の生産をスウェーデン・トロルヘッタン工場で開始した。

#### 2度目の経営破綻・破産
スパイカー・カーズ傘下に置かれたものの業績は改善せず、2011年3月に部品不足で工場の生産が停止。中国企業と進めていた出資交渉が難航したため従業員への賃金の支払いも滞り、資金繰りは悪化の一途をたどっていた。
2011年9月7日に、2度目の会社更生手続きを申請した。再建には、すでに中国の龐大汽貿集団 (Pang Da) と青年汽車集団 (Youngman) から支援を受ける方針を発表しており、中国政府の承認待ちとされた。しかし、前の親会社で売却後も部品供給をしていたGMが、技術流出の恐れを理由に再建案に反対して、再建案が白紙となった。
その後も、再建案を模索したものの、条件がまとまらず、2011年12月19日に破産申請をした。

#### NEVS傘下に
2012年6月に「ナショナル・エレクトリック・ビークル・スウェーデン社（NEVS)」が、サーブ・オートモービルを買収することを発表し、2013年後半から「9-3」の生産を再開すると発表。なお部品部門の「サーブ・オートモービル・パーツAB」や車種の生産ライセンスについては売却の対象から外されている。
2013年12月にNEVSは、スウェーデンのトロルヘッタン工場で2年半ぶりに9-3セダンの生産を再開したが、2014年5月には再び生産を停止。8月28日にNEVSは破産を申請した。

### サーブブランドの廃止
2016年6月21日、NEVSは翌年に発売する9-3をベースとしたEVについて、サーブの名を使用せずNEVSブランドで発売すると発表した。サーブの母体であるスウェーデンの航空機・軍需品メーカーSAABがNEVSに対してサーブのブランド名を使用することに難色を示しており、SAABの意向を反映したものとされる。2017年12月には、中国の天津工場で「NEVS 9-3 EV」がラインオフした。

## 車種一覧

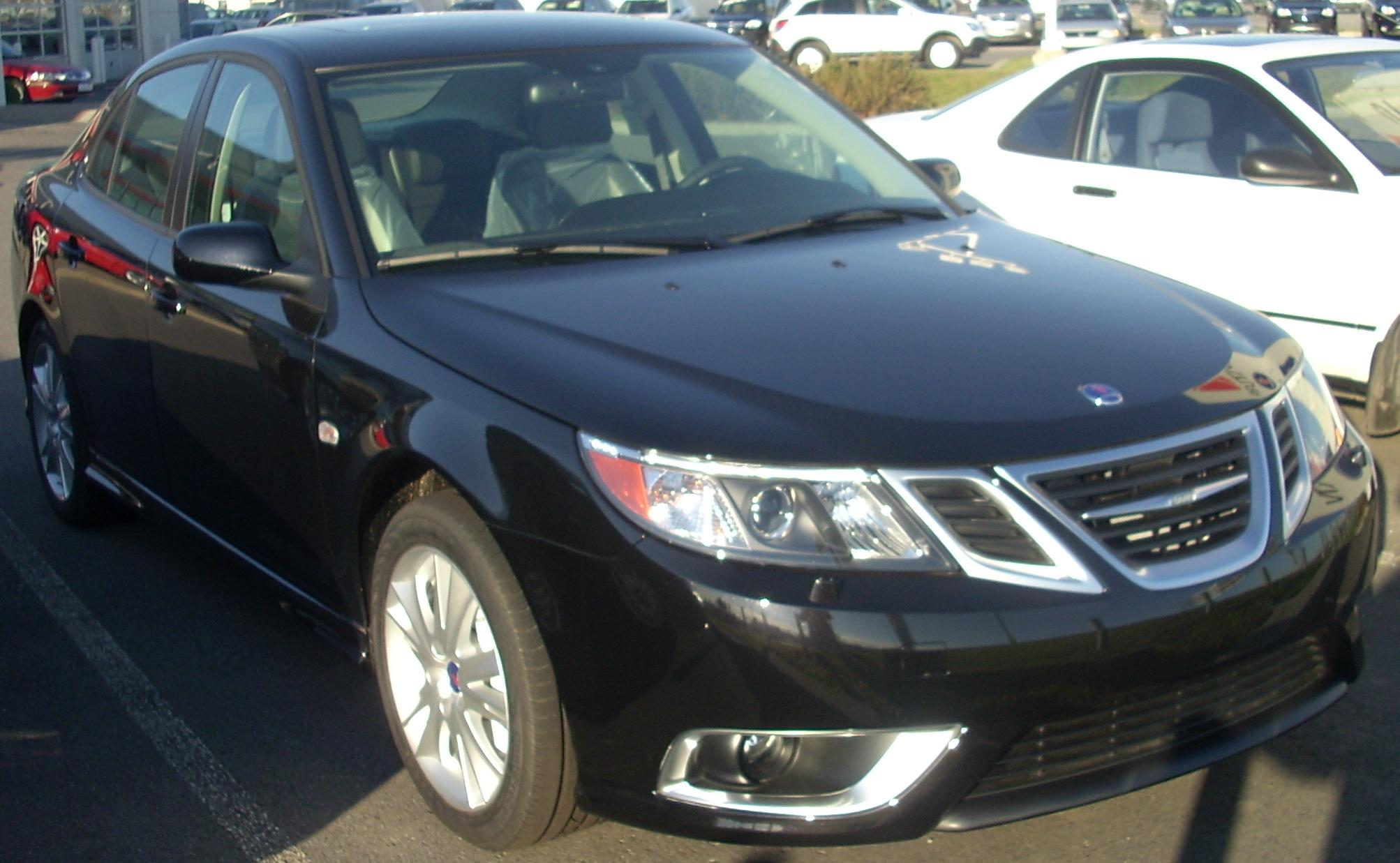
9-3

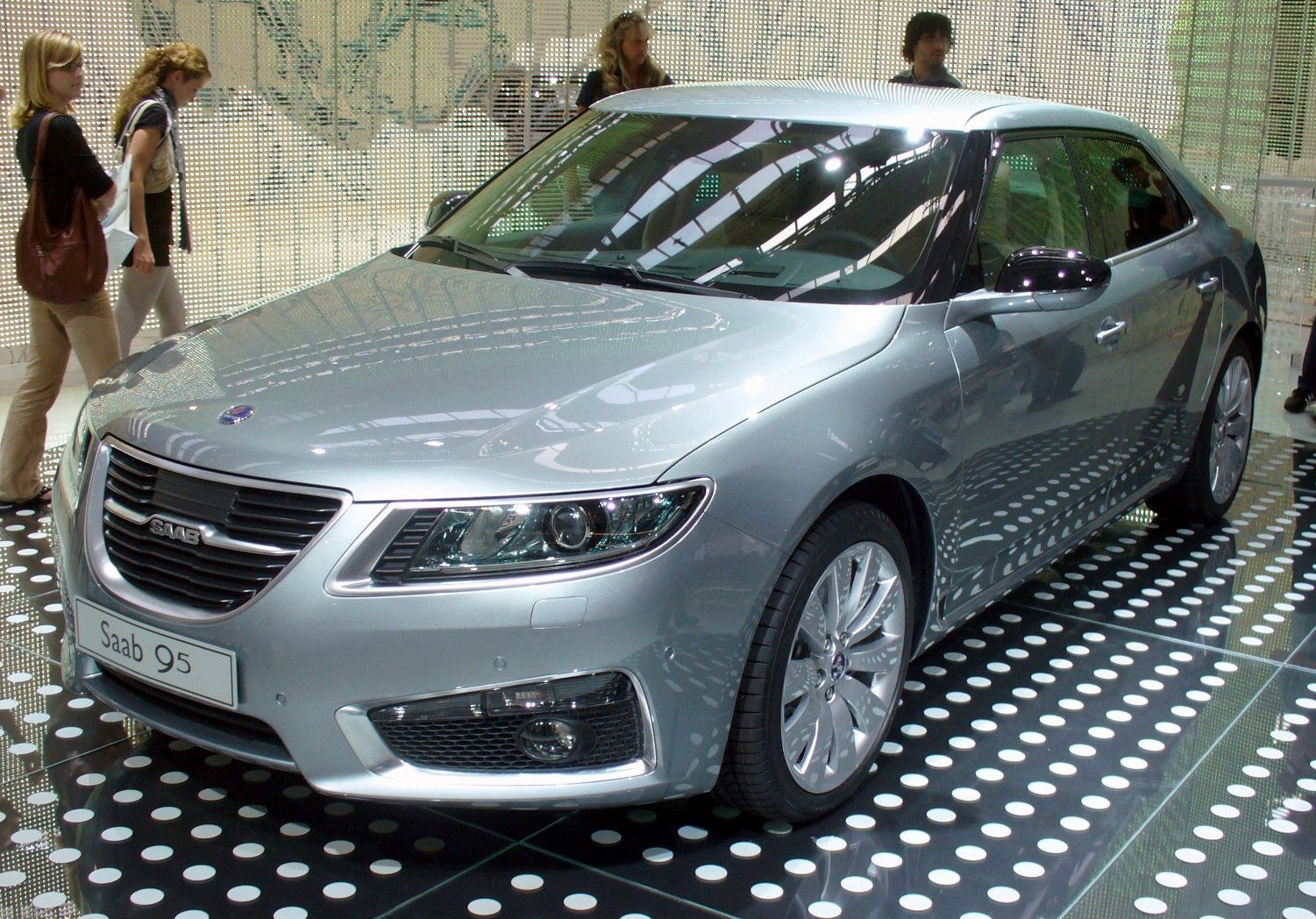
9-5

### 生産されていた車種
92 (92)
1949年末に生産開始された最初の市販モデル。横置き2ストロークエンジン、前輪駆動、空力設計の車体を持つ、個性的なクーペ。
93 (93)
92の発展型。2ストローク3気筒エンジン搭載
95 (95)
93・96のワゴン型
96 (96)
93の発展型で92系列の最終発展型。途中、2ストローク3気筒エンジンをフォード製V型4気筒エンジンに換装。プラスチック製バンパーを装備するなどの変更を受けつつ、1980年まで生産された。
ソネット (Sonett)
96をベースとした前輪駆動の2座席スポーツカー。主に米国市場に向けて生産された。
99 (99)
92以来の水滴型ボディに次ぐ第二世代目のサーブとして1968年に発売。ボディサイズは大型化され、4ドアも登場、エンジンも2リッターまで大型化され、後にはターボモデルも加わった。その基本設計はClassic 900に引き継がれた。
900 (900)
二世代に渡り生産され、それぞれClassic 900とNew 900と呼ばれる。Classic 900には2 ~ 5ドアとカブリオレのバリエーションがあった。
New 900はオペルのオペル・ベクトラのシャーシをベースとしていた。このパッケージは、そのまま初代9-3に引き継がれた。
9000 (9000)
フィアットとを始めとする欧州の自動車メーカー4社の共同により開発（ティーポ４プロジェクト）されたフラッグシップ・セダンである。
ボディ形状は、4ドアセダン（CD,Griffin）と5ドアハッチバック（CS、タラデガ、Aero）であった。後継モデルは9-5。
ティーポ４プロジェクトでプラットフォームが共通する他車種には
「アルファロメオ・164」「ランチア・テーマ」「フィアット・クロマ」が有る。
9-3（ナイン・スリー; 9-3）
セダン（日本では「スポーツセダン」として販売）
カブリオレ
ワゴン　-SportCombi （同、「スポーツエステート」）
9-5（ナイン・ファイブ; 9-5）
セダン
ワゴン -エステート（第1世代のみ）。
9-2X（ナイン・ツー・エックス; 9-2X）
スバル・インプレッサがベースのハッチバック。日本では未発売。
9-4X（ナイン・フォー・エックス; 9-4X）
キャデラック・SRXがベースのSUV。日本では未発売。
9-7X（ナイン・セブン・エックス; 9-7X）
シボレー・トレイルブレイザーがベースのSUV。日本では未発売。

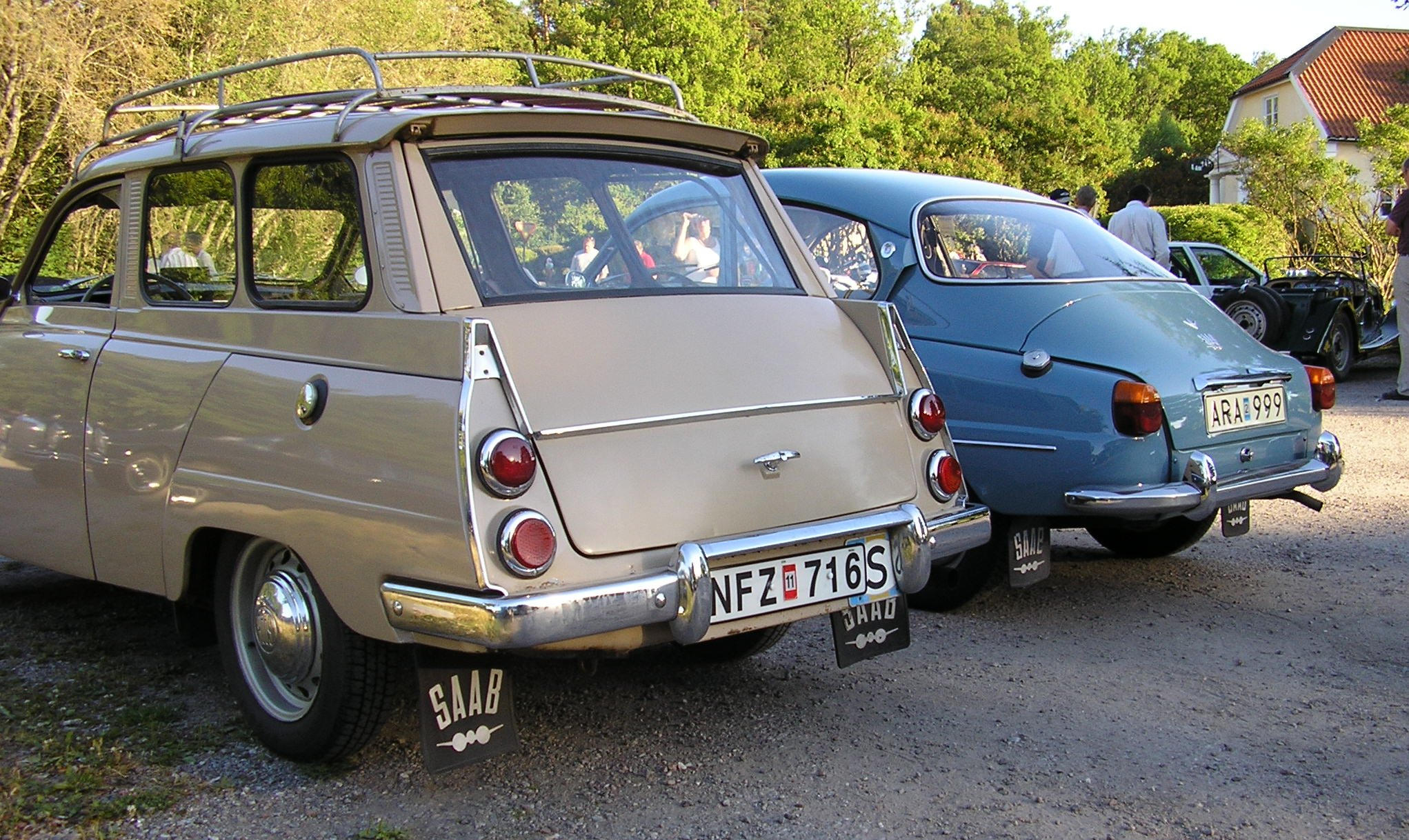
95(左)と96
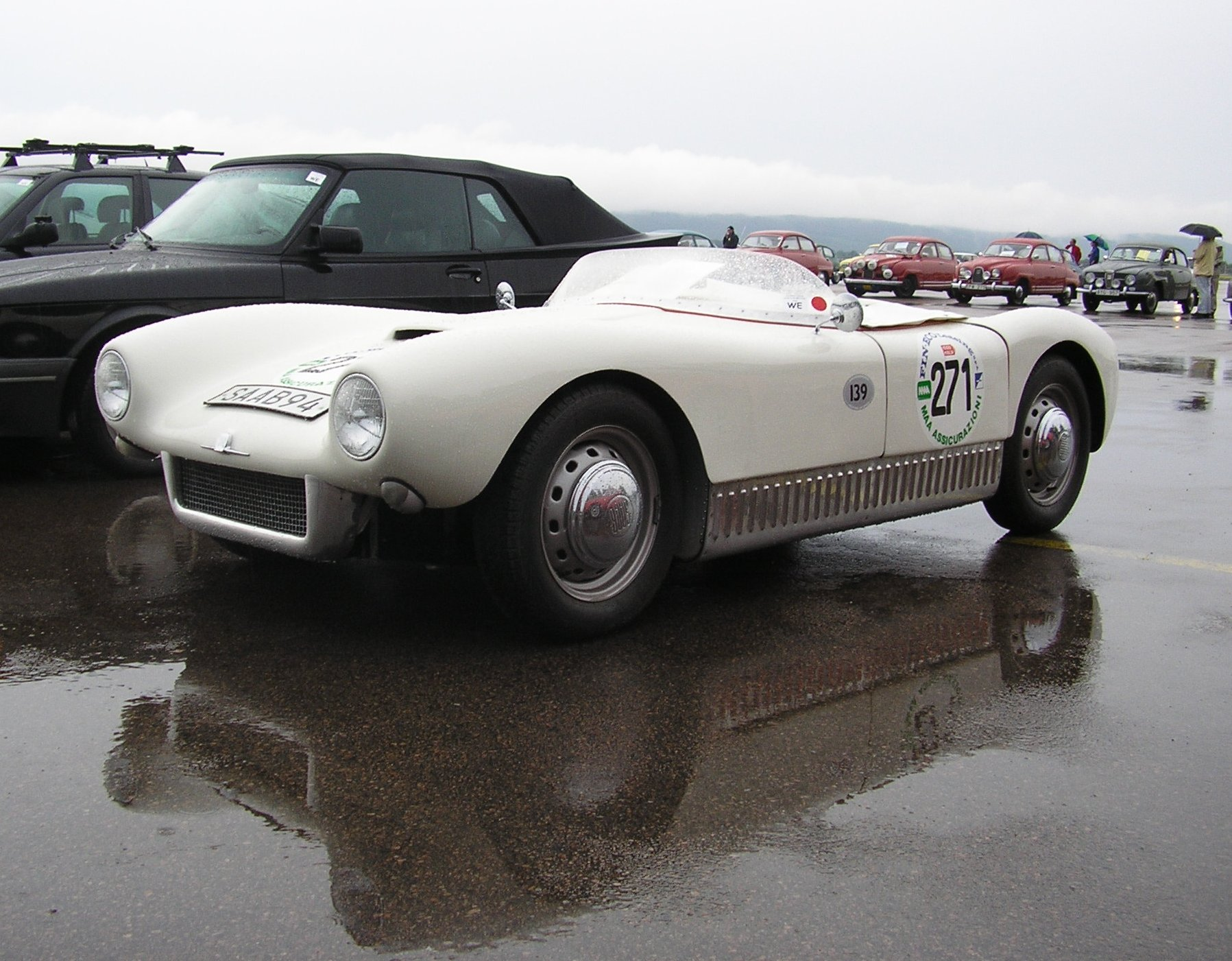
ソネット I
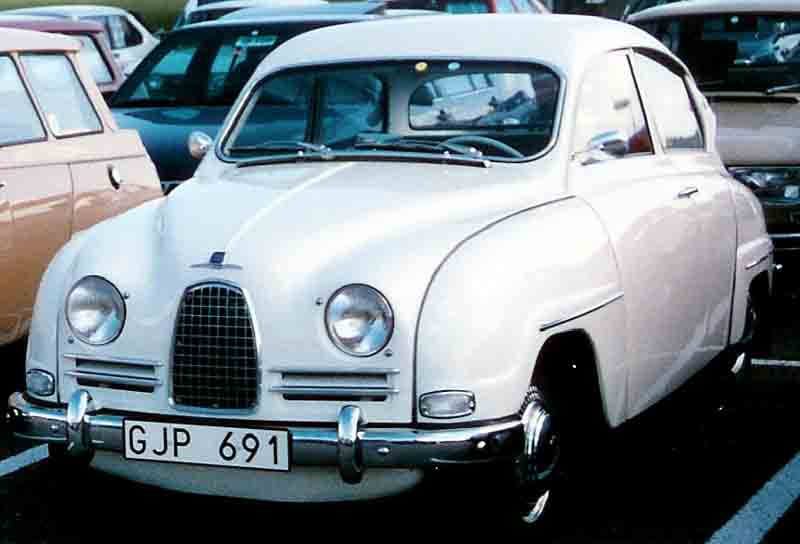
96(初期モデル)
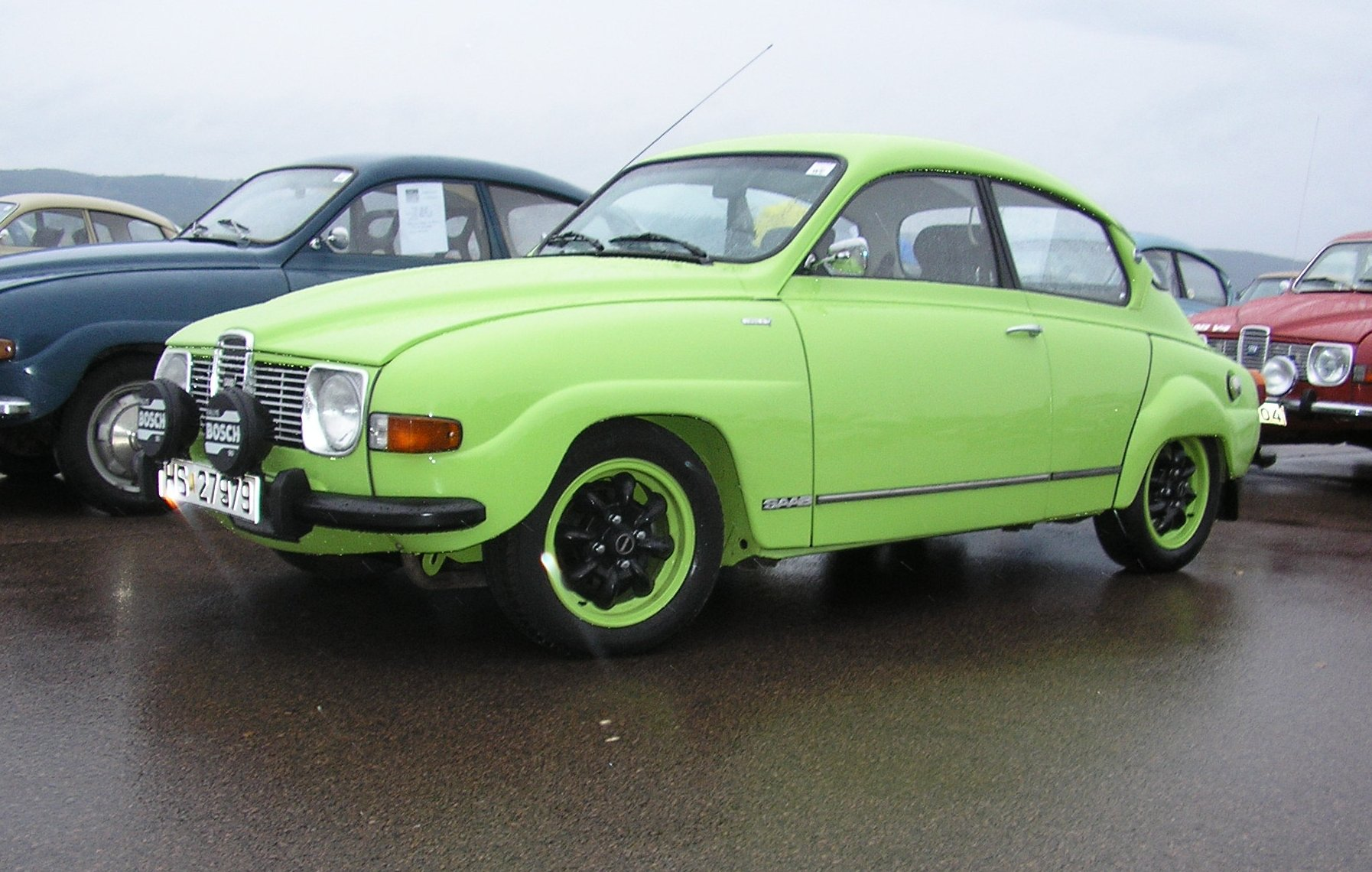
96 V4
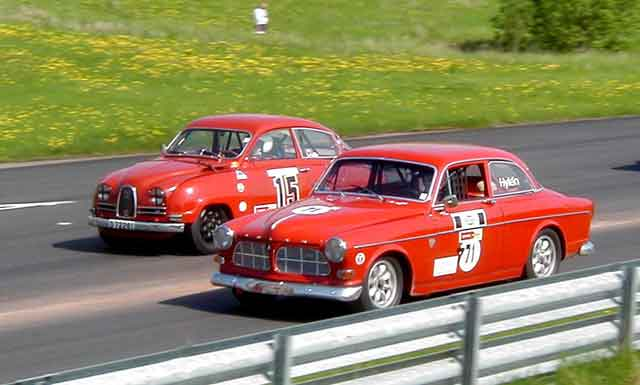
ボルボ・アマゾンとヒストリックカーレースを走る96
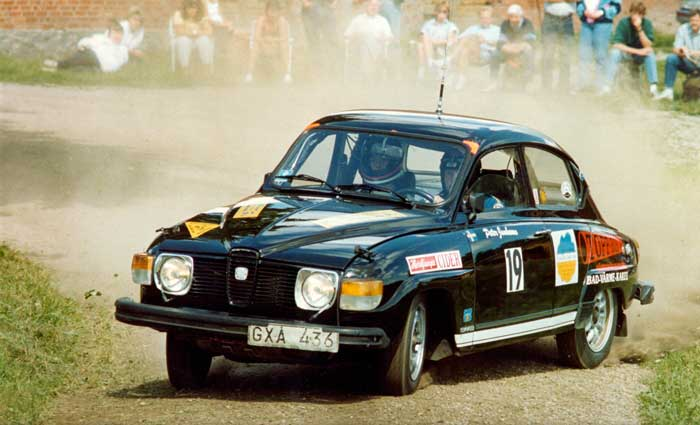
ヒストリックカーラリーを走る96
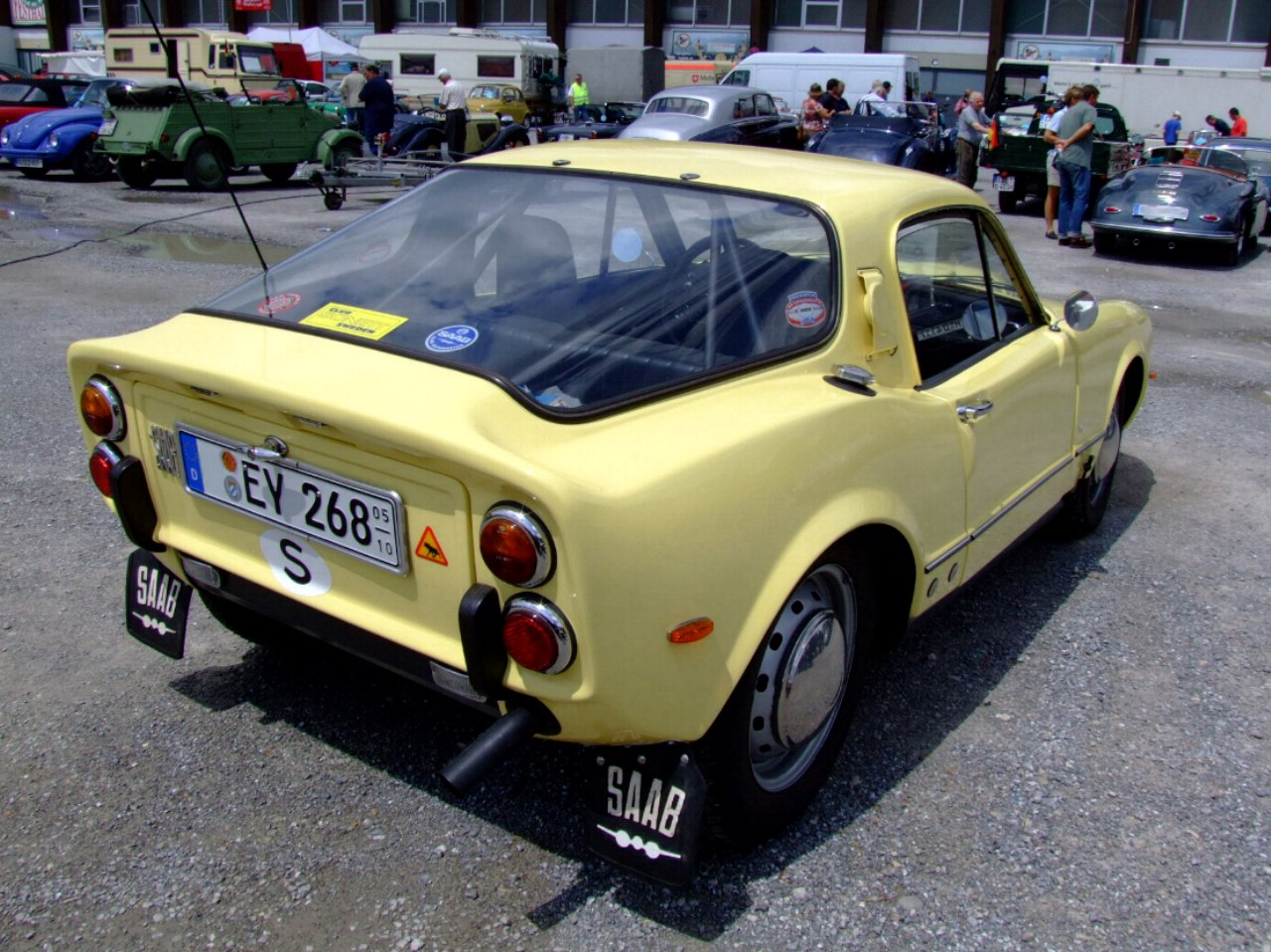
ソネット・V4
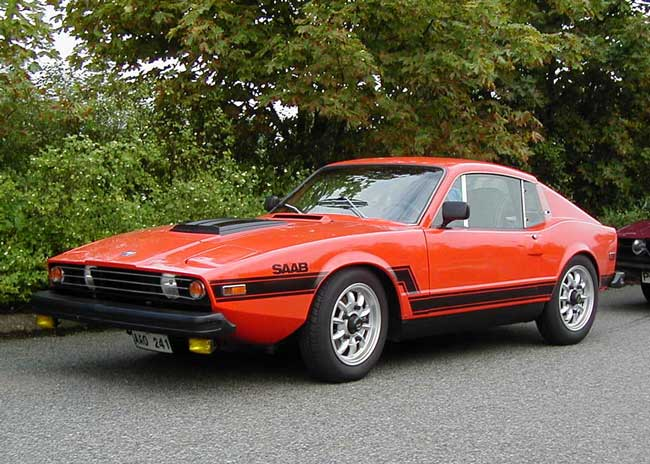
ソネット III V4
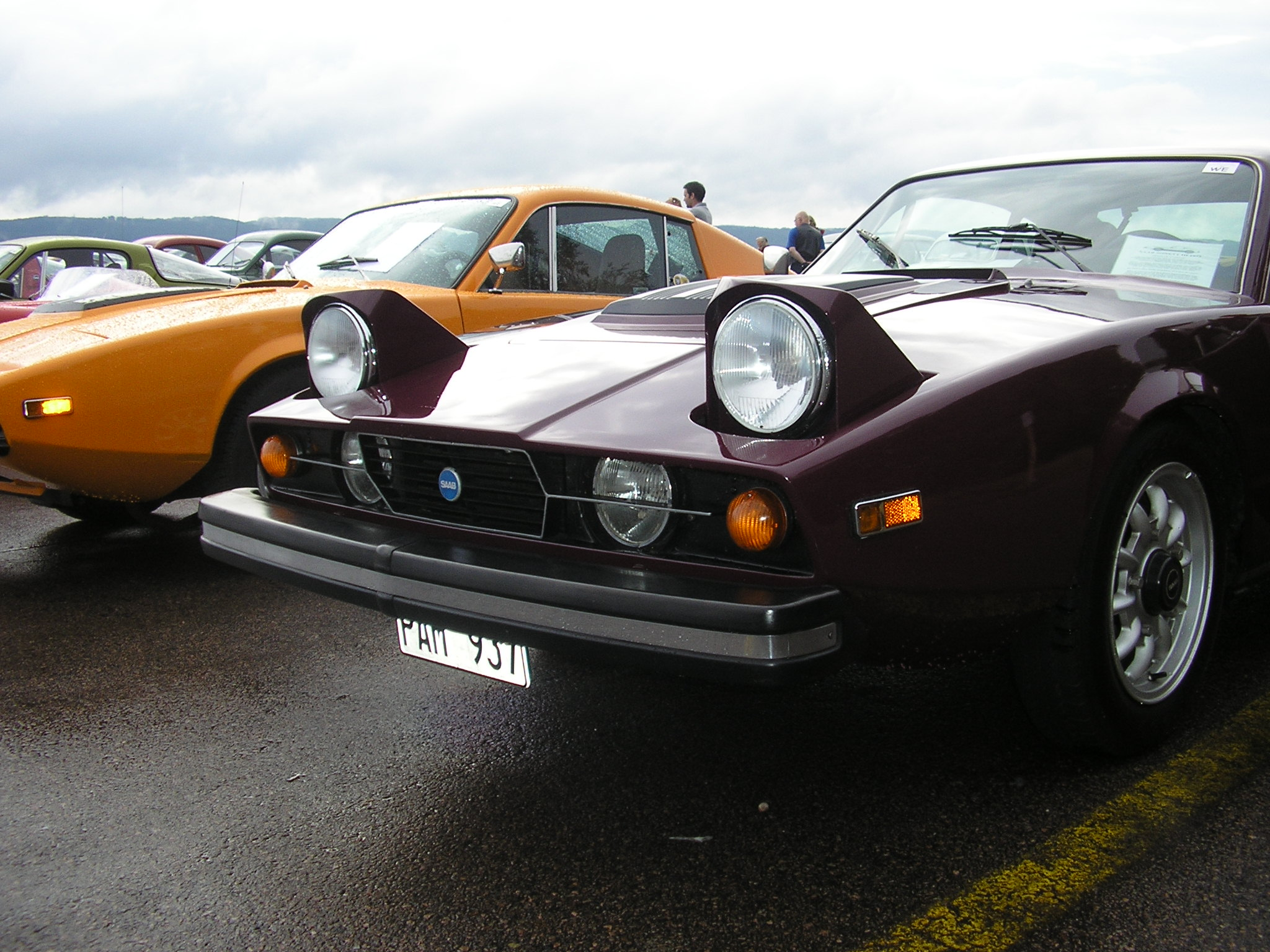
ソネットIIIのフロントエンド
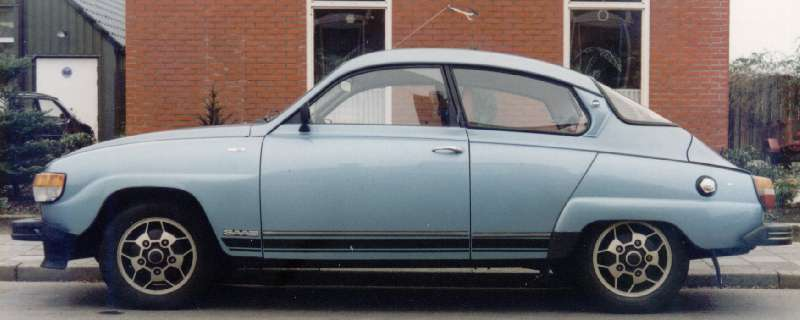
96(最終モデル)
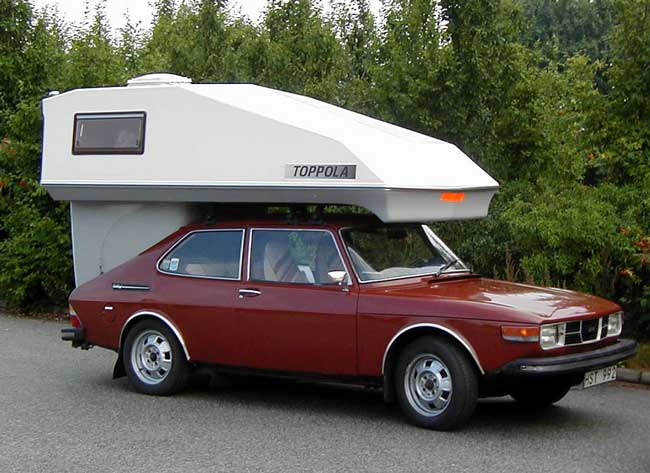
99 コンビクーペと Toppolaキャンパーシェル
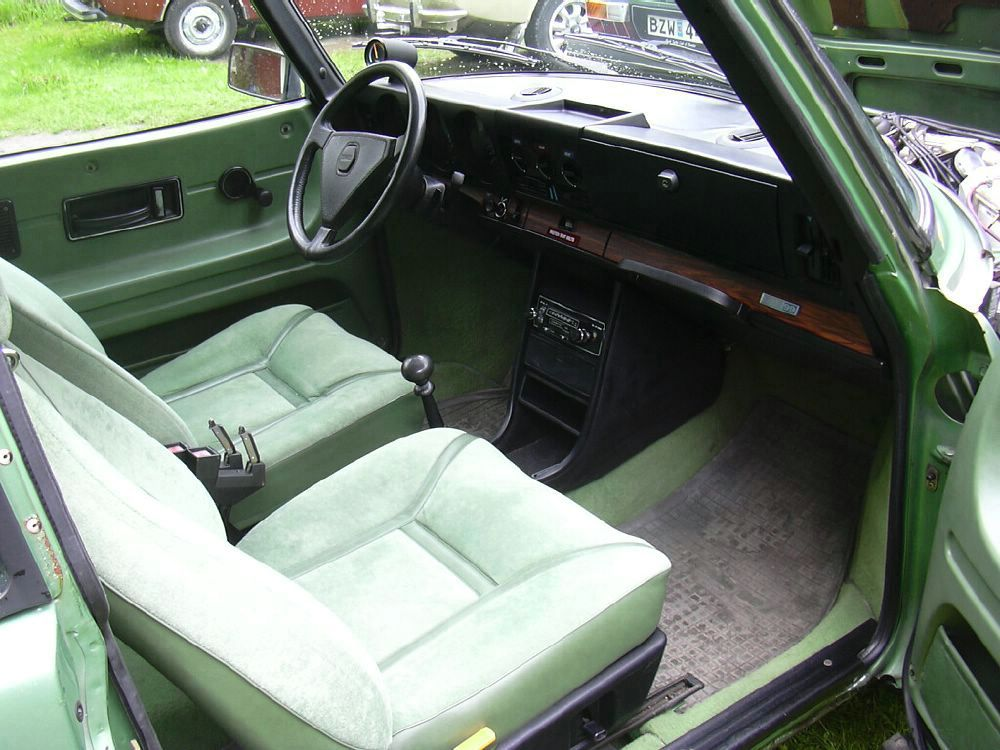
99 ターボの室内
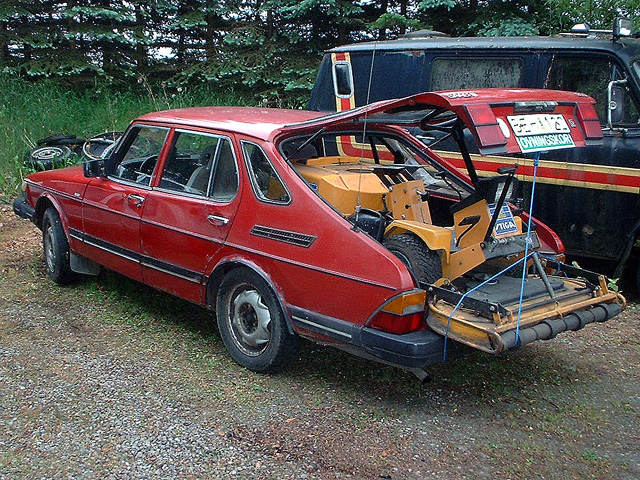
900 コンビクーペ
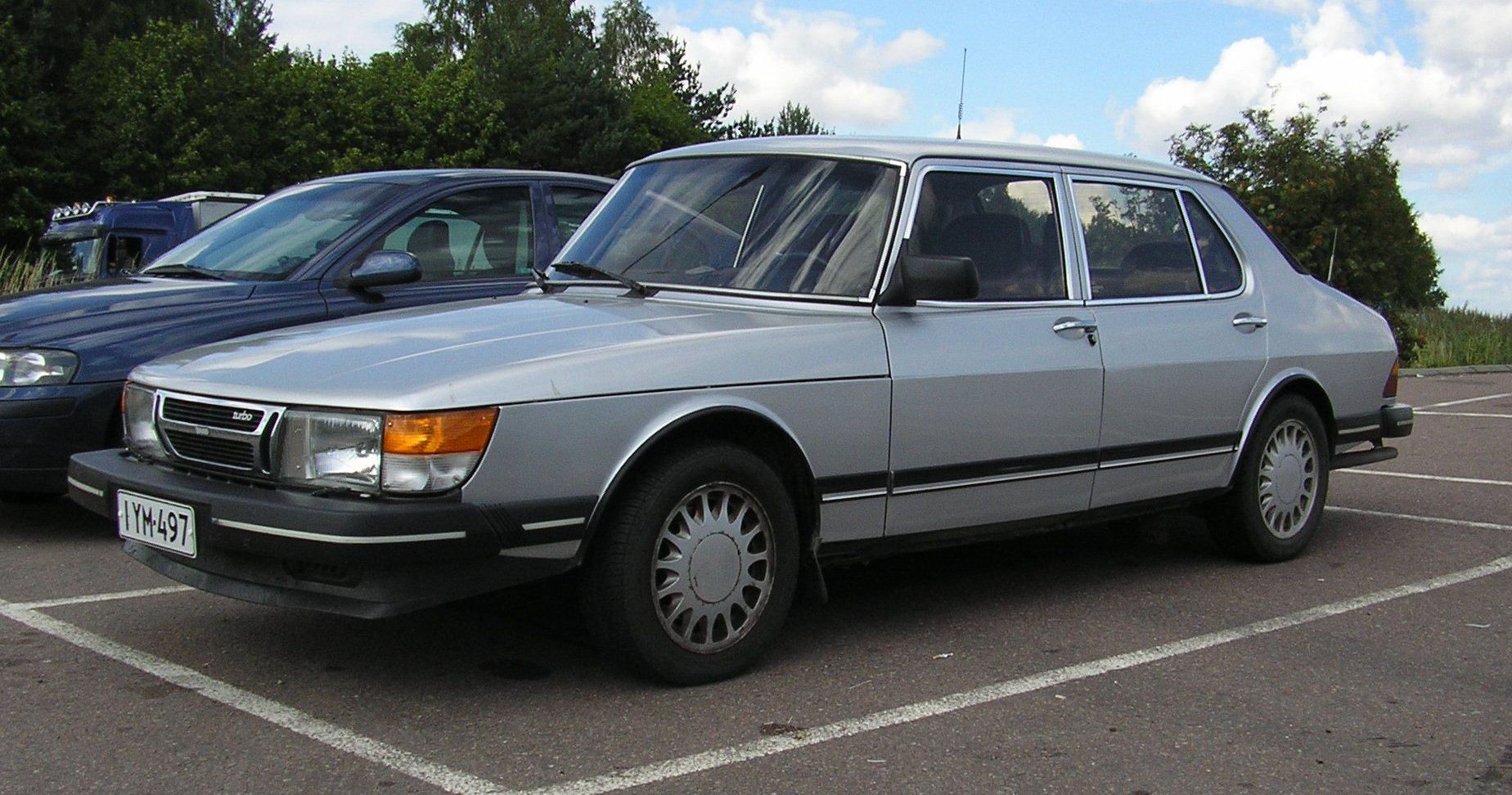
900 CD
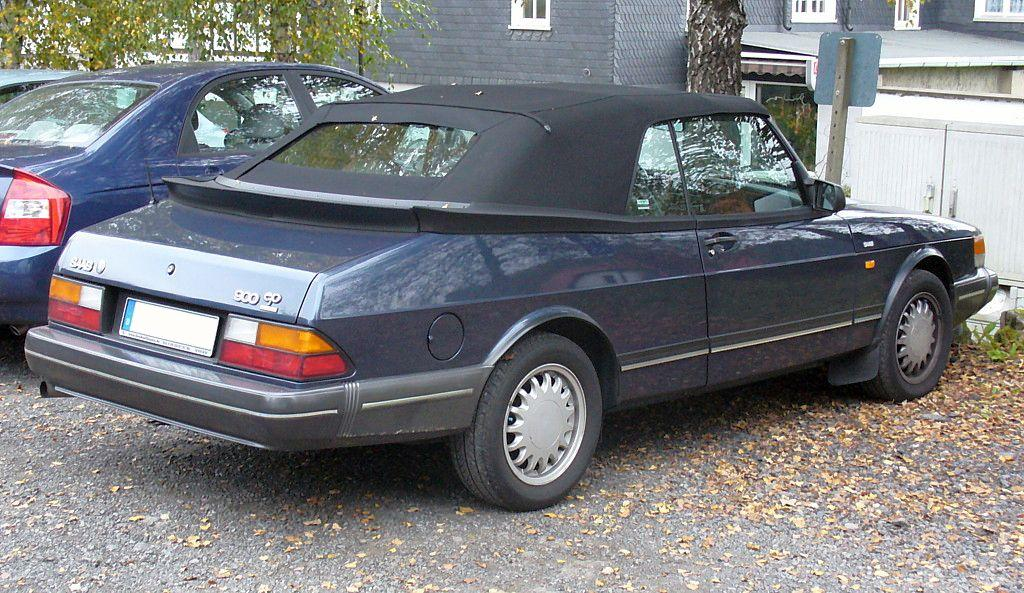
900 コンバーチブル
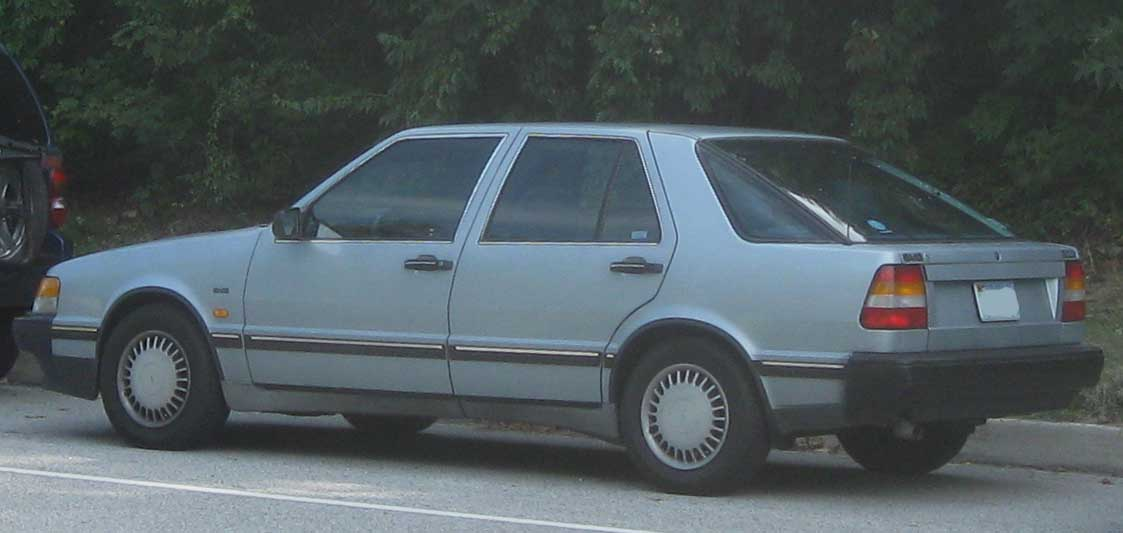
9000
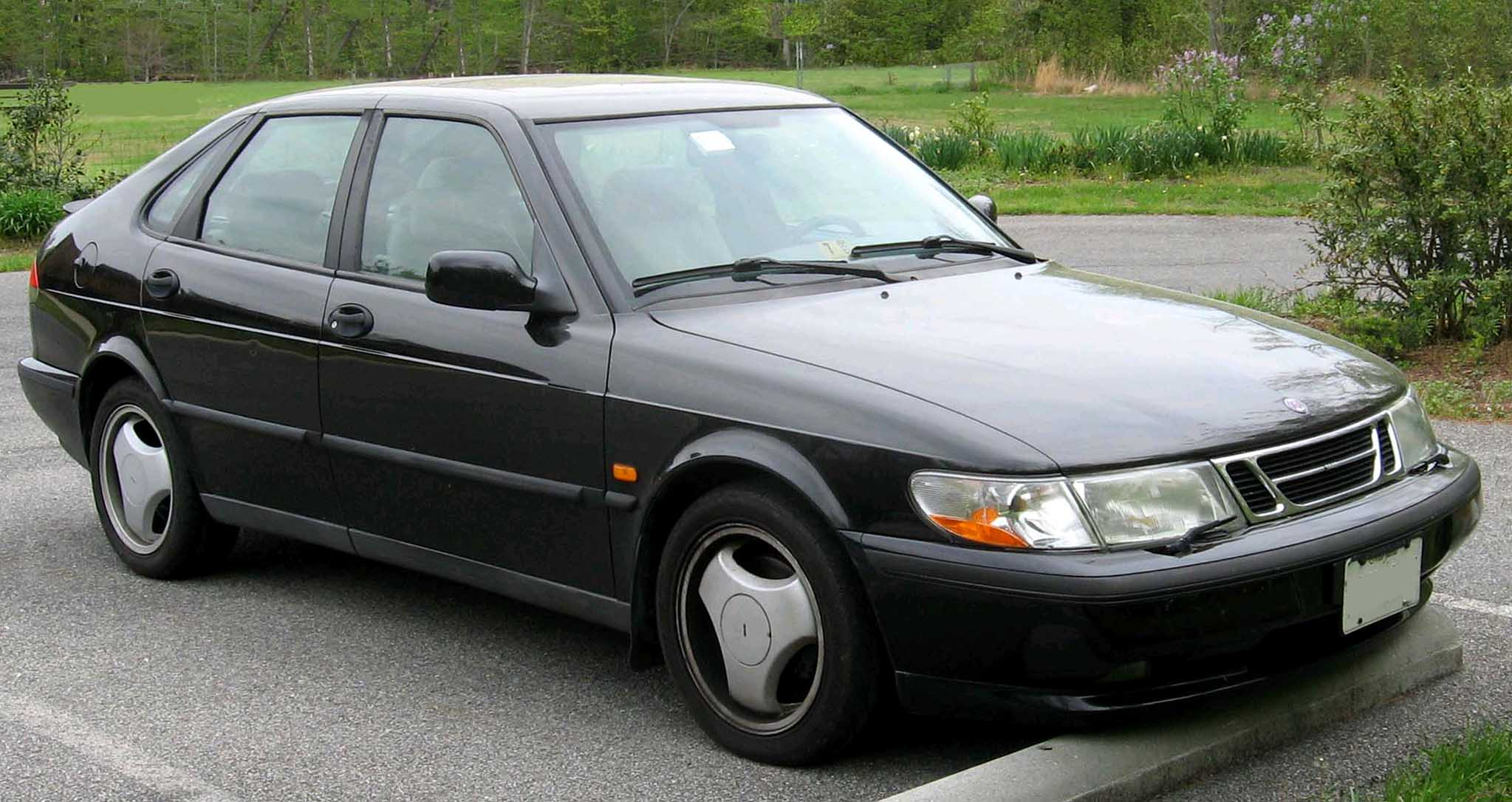
900 第2世代
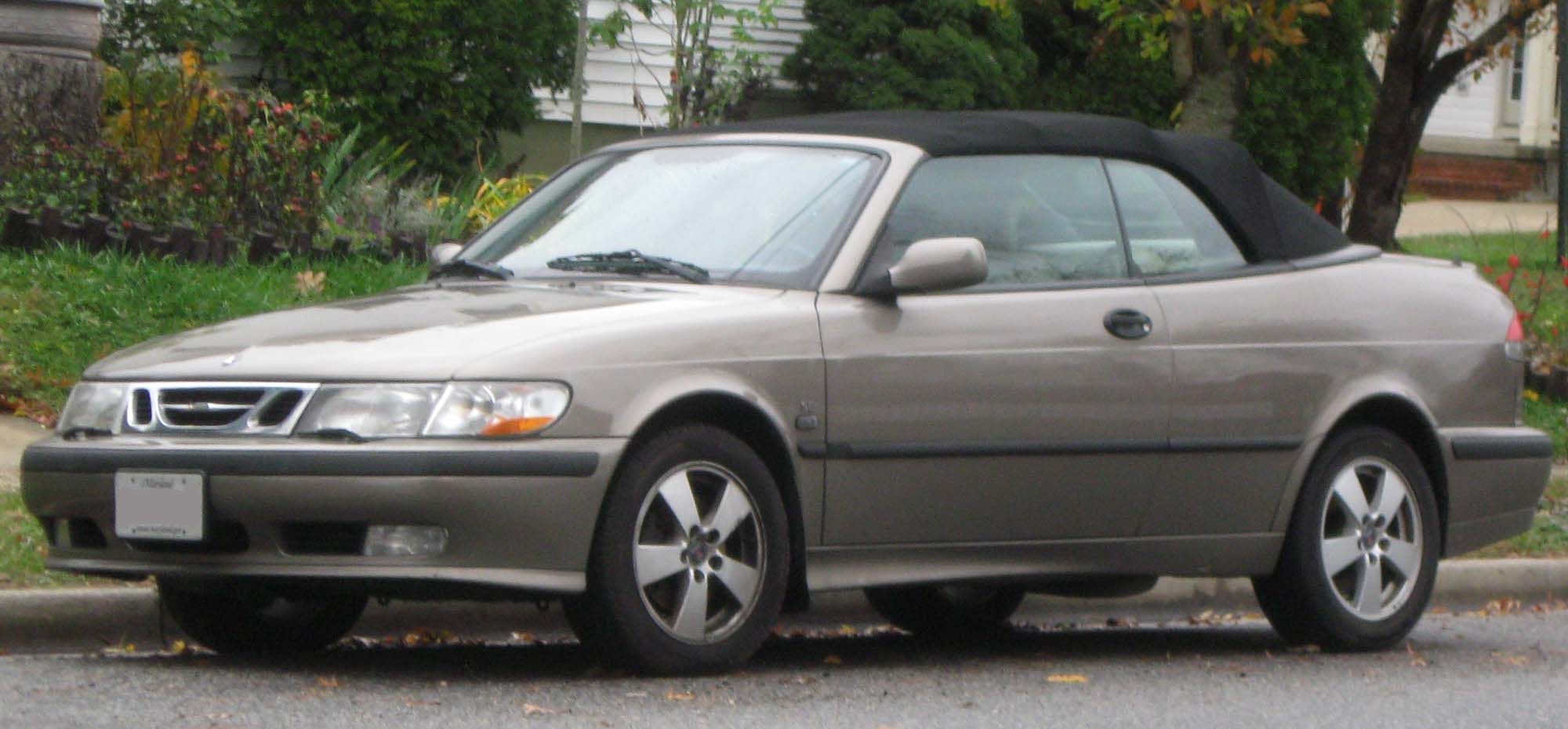
9-3 コンバーチブル
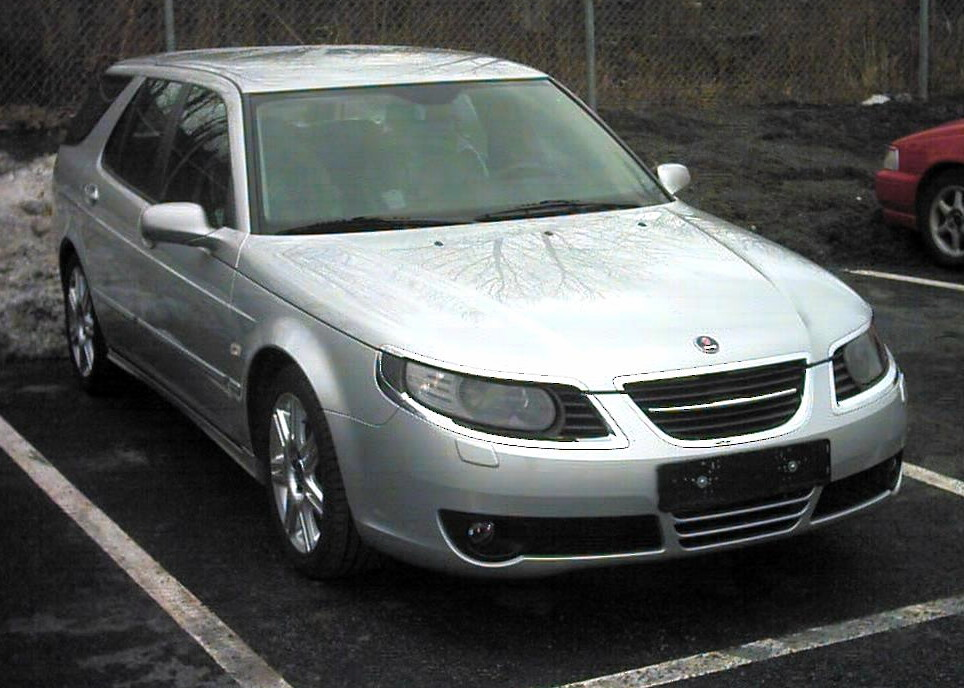
9-5スポーツコンビ　第1世代
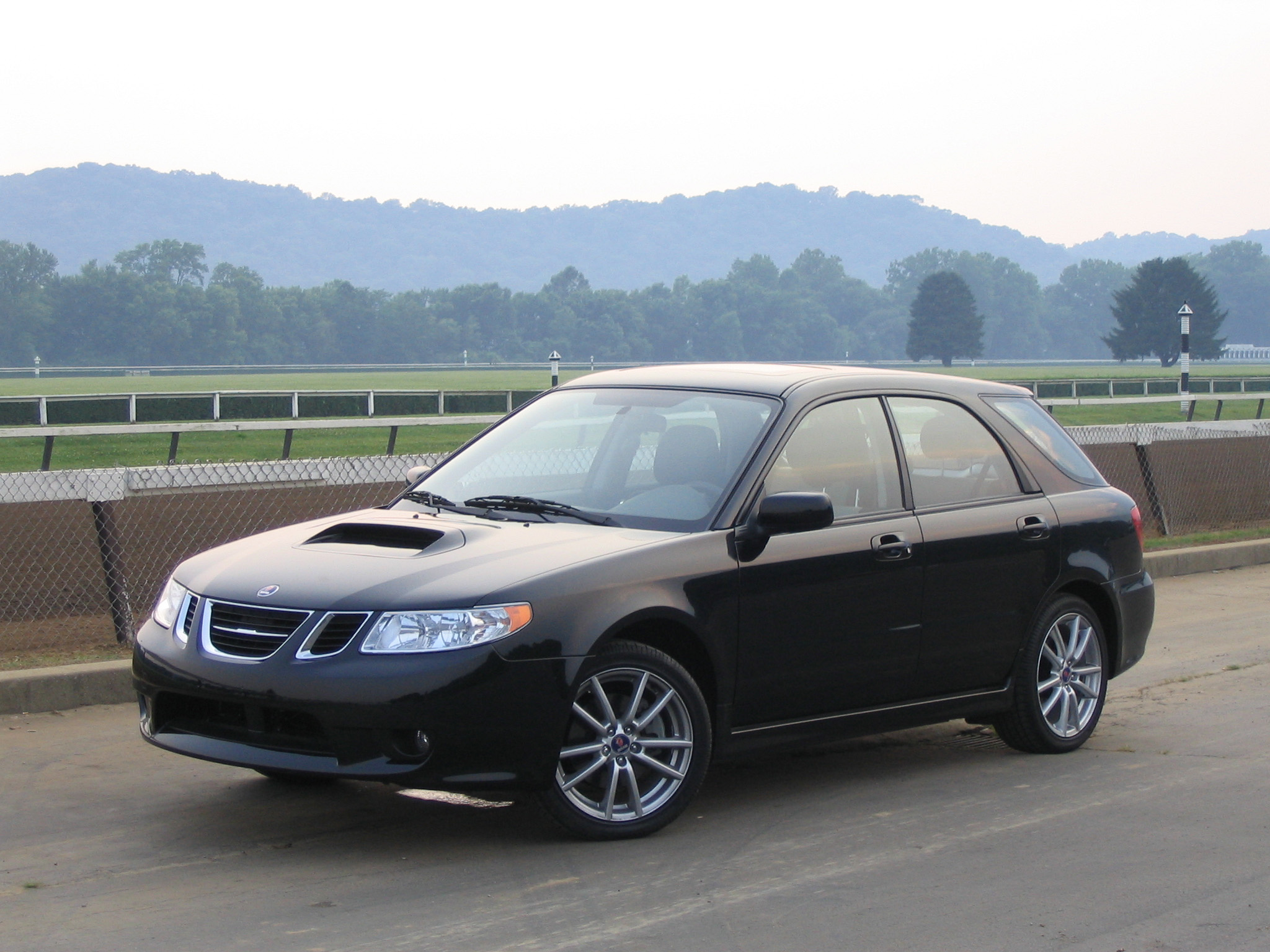
9-2X
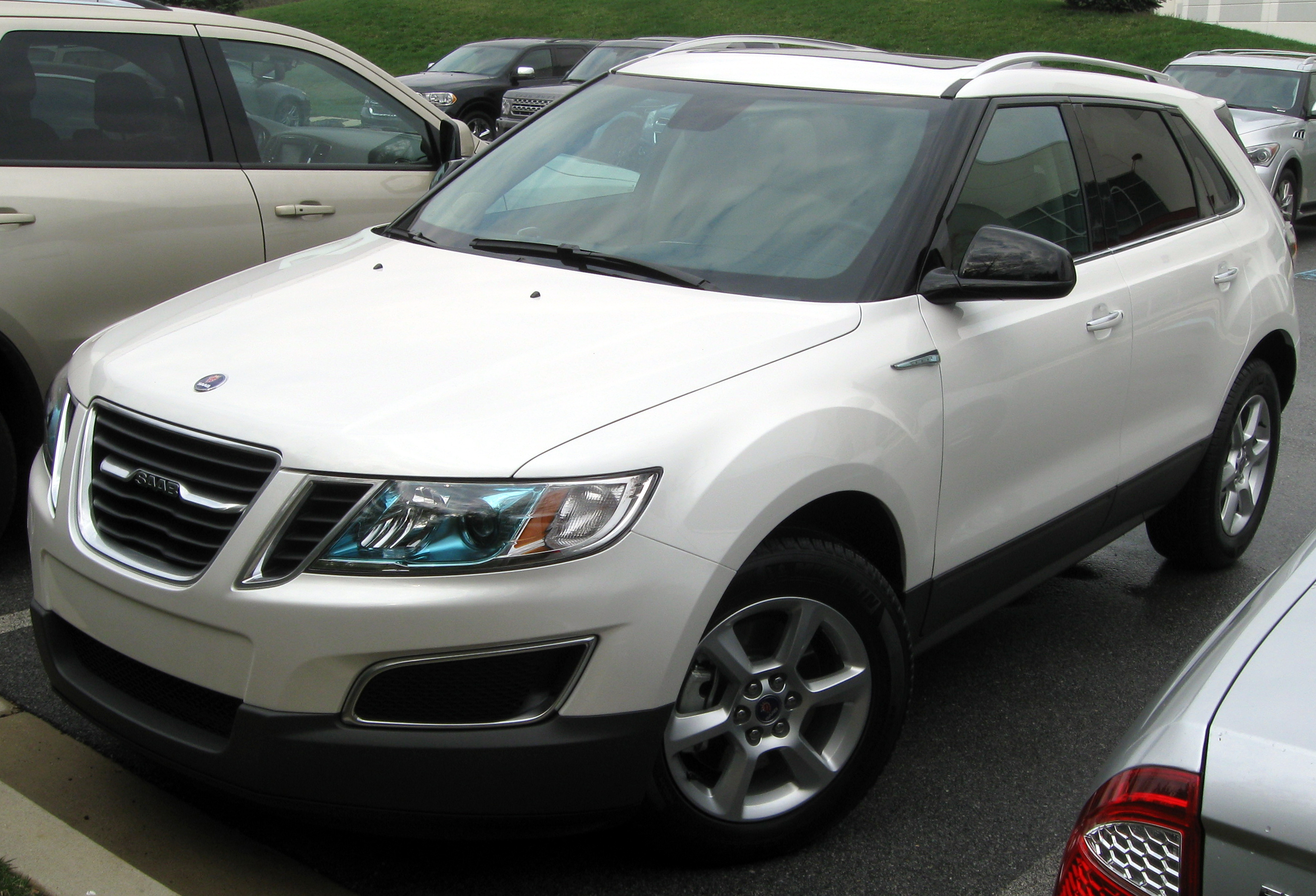
9-4X
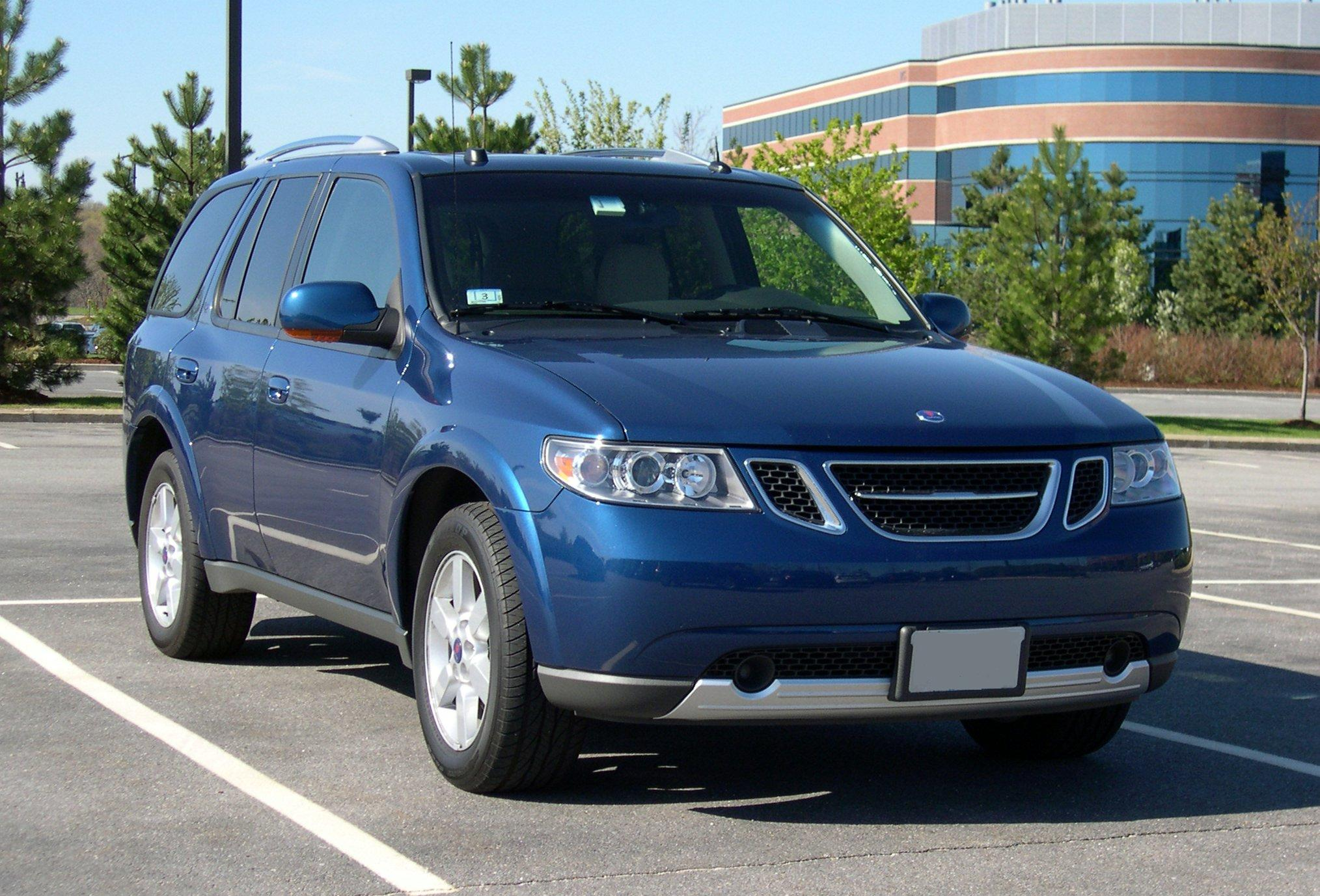
9-7X

### コンセプトカー
- 900 EX プロトタイプ (1997年)
- 9-X（英語版、イタリア語版） (2001年)
- Novanta (2002年)
- 9-3X (2002年)
- 9-3 スポーツハッチ (2003年)
- サーブ・エアロX（英語版） (2006年)
- バイオパワー ハイブリッド (2007年)
- 9-5 バイオパワー (2007年)
- 9-5 バイオパワー100 (2007年)
- 9-7X エアロ (2007年)
- 9-X エア（英語版） (2008年)
- 9-X バイオハイブリッド（英語版） (2008年)
- 9-3 ePower (2010年)
- 9-4X バイオパワー (2010年)
- フェニックス（英語版、ドイツ語版、フランス語版） (2011年)
- 9-3 ターボエディション (2014年)

## 日本での販売
日本ではシトロエン、プジョーとともに西武自動車販売（セゾングループ）により長く輸入されていた。しかし1992年（平成4年）10月、西武自動車販売はその輸入販売権を本国サーブ・オートモービル社が新たに設立する日本法人「サーブ・ジャパン」に委譲、サーブの輸入販売を取りやめた。背景にはサーブ販売の極端な採算悪化があり、販売の低迷によって納車前点検整備（PDI）などの負担が過大になっていたという。
同年には、当時ポルシェの日本総代理店でもあったミツワ自動車が輸入権を取得して子会社、「ミツワインターナショナル（通称サーブミツワ）」を設立し、サーブ・ジャパンと共同して日本での販売を行った。サーブミツワは、1996年（平成8年）まで輸入権を保持し、事業を行っていた。
その後、一時的に日本ゼネラルモーターズ（現GMアジア・パシフィック・ジャパン GMAPJ）が「SAAB JAPAN」として輸入したが、1997年（平成9年）にはヤナセに変更された。
2002年（平成14年）、再びGMAPJがサーブの輸入者となり、全国のヤナセ、及びGMAPJによる独自ディーラー（キャデラック・シボレー・ハマー併売店）の販売網で販売していた。
しかし、スパイカー・カーズへのブランド売却に伴いGMAPJでの輸入販売を終了することとなり、2010年（平成22年）7月15日にVTホールディングスのグループ会社「ピーシーアイ」が正規輸入権を取得し、同年9月1日より輸入販売業務を開始。従前の販売網はそのまま継続されていた。
しかし2011年12月19日のサーブ・オートモービルの破産申請により、サーブ・オートモービルとピーシーアイとの、日本国内におけるディストリビューター契約は解除された。それに伴い2012年1月5日、ピーシーアイは、サーブ車の販売停止およびメーカー正式保証の効力停止を発表したが、その後方針が変更され、メーカー保証については同年2月17日に保証期間満了まで効力を継続することが明らかにされている。
（日本における新規登録台数の推移）
| 2000年 | 2825台 |
| 2001年 | 2129台 |
| 2002年 | 1149台 |
| 2003年 | 0782台 |
| 2004年 | 0869台 |
| 2005年 | 0556台 |
| 2006年 | 0430台 |
| 2007年 | 0343台 |
| 2008年 | 0237台 |
| 2009年 | 0184台 |
| 2010年 | 0063台 |

前述の2017年度以降のサーブブランド消滅後も、ピーシーアイが引き続きサーブ車のアフターパーツ供給を継続していく事を表明している。